# 郭爱
郭爱（1400年—1428年），字善理，凤阳人。武定侯郭英的孙女，郭理、定襄侯郭登的姐姐，明仁宗恭肃贵妃的堂妹，明宣宗朱瞻基的嬪。
郭爱长兄郭武才学出众，又是郭贵妃堂弟，深受明仁宗重视，明仁宗即位就召郭武一家至京城授官，郭爱随母兄于京城定居。宣德三年，郭爱因才被明宣宗选入后宫，但此刻郭爱已经病重，自知不起，便在进宫之前写下著名的《京邸病革自哀》，用词哀切，作词曰：“修短有数兮，不足较也。生而如梦兮，死则觉也。先吾亲而归兮，惭予之失孝也。心悽悽而不能已兮，是则可悼也。”《明史·后妃列傳·后妃一》對郭爱評價甚高，稱“賢而有文”。如她所料，郭爱进宫后二十天就病逝，年仅二十九岁。明宣宗追封为国嫔，谥贞哀。
郭愛的絕命詞原題為《病革自哀》，從這一點來看，郭愛并非被迫殉葬的妃嬪，而是入宮后不幸早卒。因《明史》中郭愛的傳記和殉葬妃嬪的名單相隔很近，今人常常誤認為郭愛是殉葬的妃嬪。